# Cheumatopsyche cressida
Cheumatopsyche cressida är en nattsländeart som beskrevs av Malicky 1997. Cheumatopsyche cressida ingår i släktet Cheumatopsyche och familjen ryssjenattsländor. Inga underarter finns listade i Catalogue of Life.